# بفاتا
بفاتا (به لاتین: Befeta) یک منطقهٔ مسکونی در ماداگاسکار است که در ناحیه آمبوهیماهاسوآ واقع شده‌است. بفاتا ۱۳٬۰۰۰ نفر جمعیت دارد و ۱٬۰۸۲ متر بالاتر از سطح دریا واقع شده‌است.